# La révolution n'est pas un dîner de gala
Albums de Ludwig von 88
Houlala III "l'heureux tour"
(1998) 20 chansons optimistes pour en finir avec le futur
(2019)
La révolution n'est pas un dîner de gala est le huitième album du groupe de punk rock français Ludwig von 88, et son septième album studio. Il sort en 2001.

## Liste des pistes
1. Mao
2. Fracas
3. Prolétaire
4. Thorfin le pourfendeur
5. Monde violent
6. Jeanne d'Arc
7. Sebastiano furioso
8. 77
9. El fuck off
10. Tango
11. Yorkshire
12. Kreutzfeldt Jacob
13. Baby, Please Don't Go
14. Baby country
15. Baby reggae
16. Rémy

## Commentaires
Le titre de l'album reprend le début d'une célèbre citation de Mao Zedong : « La révolution n'est pas un dîner de gala ; elle ne se fait pas comme une œuvre littéraire, un dessin ou une broderie ; elle ne peut s'accomplir avec autant d'élégance, de tranquillité et de délicatesse, ou avec autant de douceur, d'amabilité, de courtoisie, de retenue et de générosité d'âme. La révolution, c'est un soulèvement, un acte de violence par lequel une classe en renverse une autre. »